# Longhaarworm
De longhaarworm (Capillaria aerophila, synoniem: Eucoleus aerophilus) is een parasitaire rondworm, die tot het geslacht Capillaria (synoniem: Eucoleus) behoort. Het is een parasiet van de luchtwegen van vooral vossen en egels, maar kan ook voorkomen bij honden, en andere zoogdieren. Ook is de parasiet bij mensen gevonden.
Besmetting kan vastgesteld worden door onderzoek van de uitwerpselen, het snot of de luchtpijpvertakkingen op eieren. De infectie bij mensen wordt 'pulmonale capillariasis', 'bronchiale capillariasis' of (zelden) thominxosis genoemd. Behandeling met een anthelminthicum is meestal voldoende om infecties met deze parasiet te genezen, zoals levamisol of benzimidazool. Voor behandeling van honden worden ivermectine of mebendazol aanbevolen.
De mannetjes worden gewoonlijk 15–25 mm lang en zijn maximaal 62 µm dik. De vrouwtjes zijn 18–32 mm lang en maximaal 105 µm dik. Sommige bronnen vermelden dat als ze in de neusbijholten voorkomen ze langer zijn. De eieren lijken veel op die van de zweepwormen, maar zijn kleurloos tot groenachtig en hebben een korrelige buitenwand.

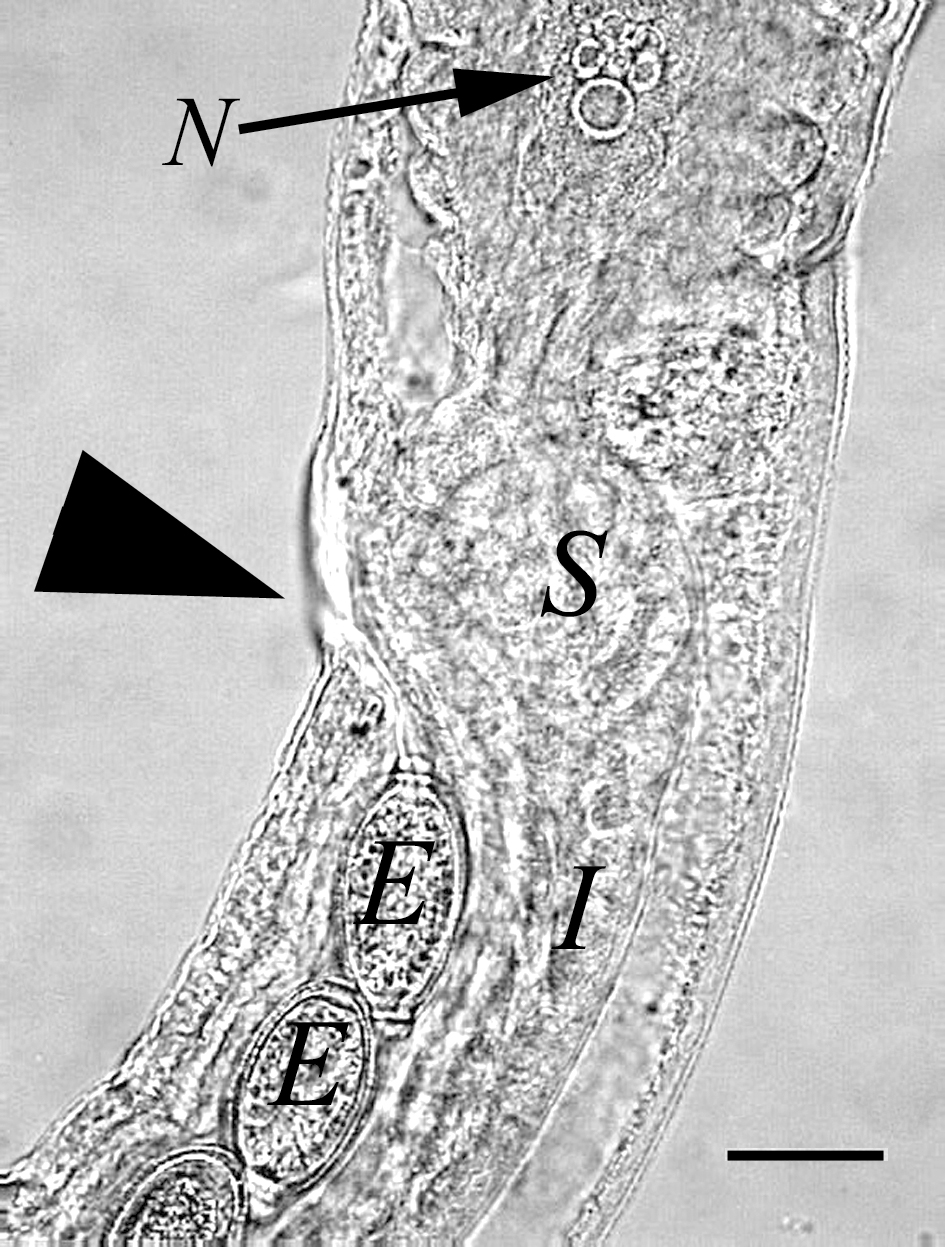
Vulva laatste deel van de stichocyt met de celkern (N), twee excretiecellen (S), darm (I), vagina met eieren (E) en vulva (pijlpunt). Schaalstreepje = 50 μm.
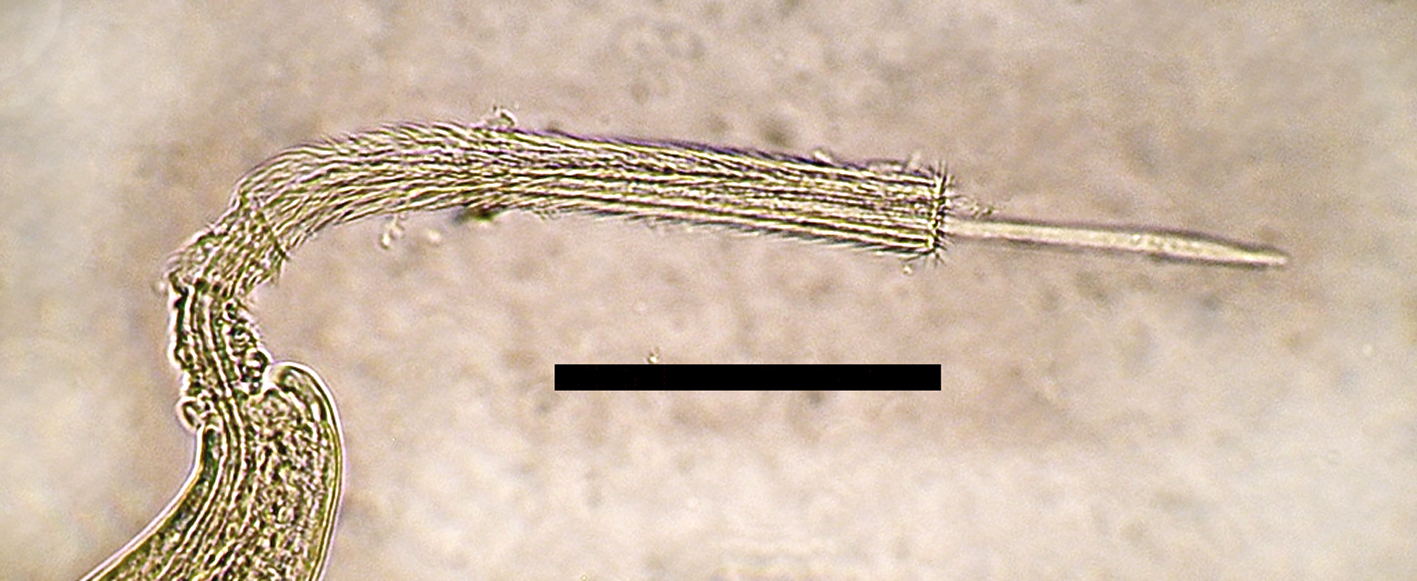
Spiculum

## Levenscyclus
De gehele levenscyclus vindt plaats in dezelfde gastheer. Het volwassen vrouwtje legt de eieren in de longen, die daarna door de gastheer opgehoest en ingeslikt worden. Hierdoor komen ze uiteindelijk via de darmen in de uitwerpselen terecht. In 5–7 weken ontwikkelt de larve zich in het ei in een infectieuze larve en blijft zo in de grond over. De infectieuze larve kan voor meer dan een jaar levensvatbaar blijven. Wanneer een geschikte gastheer de eieren binnen krijgt via besmet voedsel of water, kruipt de larve in de darmen uit het ei en gaat vervolgens via de bloedsomloop op zoek naar de longen. In ongeveer 40 dagen ontwikkelt de larve zich tot een volwassen rondworm. Regenwormen kunnen als tussengastheer optreden, maar voor het voltooien van de levenscyclus is dit niet noodzakelijk.

## Ziekteverschijnselen
De meeste gevallen van infecte met Capillaria aerophila bij honden en katten vertonen geen ernstige klinische symptomen. Zware infecties kunnen echter leiden tot ontsteking van de luchtwegen (rinitis, tracheïtis of bronchitis) of tot een secundaire bacteriële infectie van de luchtwegen, waaronder longontsteking. Deze ziekteverschijnselen gaan meestal gepaard met een fluitend geluid bij het ademen, vaak niezen of een diepe, piepende hoest.
Bij mensen zijn symptomen zoals hoesten, koorts, bronchitis, kortademigheid, bloed in het speeksel en verhoogde niveaus van eosinofielen in het bloed (eosinofilie) .